# Američka nevjesta (2008.)
Američka nevjesta, britanska romantična komedija iz 2008. godine. 

## Sažetak
Početkom 1920-ih mladi i povučeni Britanac John Whittaker po povratku s odmora na francuskoj rivijeri neugodno je iznenadio svoje roditelje. Sin je jedinac, dobro je odgojen, obitelji privržen i od njega se očekuje nastaviti obiteljsku lozu i tradiciju. Otac Jim je nepopravljivi romantičar, a mati Veronica je posesivna i ukočena. Neugodno iznenađenje je neobična supruga koju nitko iz obitelji ne poznaje.